# Assiculoides desmonotus
 Assiculoides desmonotus  ist eine wenig bekannte, sehr kleine Fischart aus der Familie der Zwergbarsche (Pseudochromidae), die an der Kimberleyküste im westlichen Australien vorkommt.

## Merkmale
Die bei der Erstbeschreibung untersuchten Exemplare von Assiculoides desmonotus hatten Standardlängen von 11 bis 54,8 mm. Wie Buntbarsche haben die Fische zwei Seitenlinien, eine vordere, die anterodorsal unterhalb der Rückenflossenbasis verläuft und eine hintere, die etwa mittig auf den hinteren Körperseiten liegt. Ihre brustständigen Bauchflossen haben einen Flossenstachel und fünf verzweigte Weichstrahlen. Als diagnostische Merkmale von Art und Gattung gelten senkrecht ausgerichtete Schuppenreihen auf dem Hinterkörper (schräg bei allen anderen Zwergbarschen) und auf dem Schwanzstiel, sowie eine niedrige Membran, die sich auf dem kurzen Schwanzstiel vom letzten Flossenstrahl der Rückenflosse bis zum oberen Rand der Schwanzflosse erstreckt. Dadurch fehlt auf dem Schwanzstiel die mittlere der oben liegenden Schuppenreihe. Bei allen anderen Zwergbarschen sind Rückenflosse und Schwanzflosse vollständig voneinander getrennt. Die Schwanzflosse wird von 23 oder 24, selten auch von 25 Flossenstrahl gestützt.